# Darwin (sistema operatiu)
Darwin és el sistema operatiu Unix bàsic de macOS (anteriorment OS X i Mac OS X), iOS, watchOS, tvOS, iPadOS, visionOS i bridgeOS. Anteriorment existia com un sistema operatiu independent de codi obert, llançat per primera vegada per Apple Inc. l'any 2000. Està compost per codi derivat de NeXTSTEP, BSD, Mach i codi d'altres projectes de programari lliure, així com codi desenvolupat per Apple.
Darwin és majoritàriament compatible amb POSIX, però mai, per si mateix, no ha estat certificat com a compatible amb cap versió de POSIX. A partir de Leopard, macOS s'ha certificat com a compatible amb l'especificació única UNIX versió 3 (SUSv3).

## Història

Història simplificada de sistemes operatius semblants a Unix

L'herència de Darwin va començar amb derivats d'Unix complementats amb aspectes del sistema operatiu NeXTSTEP de NeXT (després, des de la versió 4.0, coneguda com OPENSTEP), llançat per primera vegada el 1989. Després que Apple comprés NeXT el 1996, va anunciar que basaria el seu proper sistema operatiu en OPENSTEP. Això es va desenvolupar en Rhapsody el 1997, Mac OS X Server 1.0 el 1999, Mac OS X Public Beta el 2000 i Mac OS X 10.0 el 2001.
El 1999, Apple va anunciar que llançaria el codi font per al microkernel Mach 2.5, el sistema operatiu BSD Unix 4.4 i els components del servidor web Apache de Mac OS X Server. Aleshores, el CEO interí Steve Jobs va al·ludir al naturalista britànic Charles Darwin anunciant "perquè es tracta d'evolució". L'any 2000, els components bàsics del sistema operatiu de Mac OS X es van llançar com a programari de codi obert sota l'Apple Public Source License (APSL) com a Darwin; els components de nivell superior, com ara els marcs Cocoa i Carbon, es van mantenir de codi tancat.
Fins a Darwin 8.0.1, llançat l'abril de 2005, Apple va llançar un instal·lador binari (com a imatge ISO) després de cada llançament important de Mac OS X que permetia instal·lar Darwin als sistemes PowerPC i Intel x86 com a sistema operatiu autònom. Les actualitzacions menors es van publicar com a paquets que es van instal·lar per separat. Darwin ara només està disponible com a codi font. A partir del gener de 2023, Apple ja no esmenta Darwin pel seu nom al seu lloc web de codi obert i només publica una col·lecció incompleta de projectes de codi obert relacionats amb macOS i iOS.

## Disseny

Diagrama de l'arquitectura de macOS

El nucli de Darwin és XNU, un nucli híbrid que utilitza OSFMK 7.3 (Open Software Foundation Mach Kernel) de l'OSF, diversos elements de FreeBSD (incloent el model de procés, la pila de xarxa i el sistema de fitxers virtual), i una API de controlador de dispositiu orientada a objectes anomenada I/O Kit. El disseny del nucli híbrid proporciona la flexibilitat d'un micronucli i el rendiment d'un nucli monolític.